# Sarah Bonitz
Sarah Bonitz (* 1988 in Dresden) ist eine deutsche Theaterschauspielerin.

## Leben
Bonitz legte 2006 das Abitur ab. Anschließend begann sie im Herbst 2007 ein Schauspielstudium an der Hochschule für Musik und Theater „Felix Mendelssohn Bartholdy“ Leipzig, das sie 2011 beendete.
Während ihres Studiums war sie von 2009 bis 2011 im Schauspielstudio des Staatsschauspiel Dresden unter der Leitung von Jens Groß und Tilmann Köhler wirksam. Auftritte hatte sie dabei in Tilmann Köhlers Inszenierungen von Brechts Die heilige Johanna der Schlachthöfe und Horváths Italienische Nacht und dem Weihnachtsstück A Christmas Carol – Ein Weihnachtslied (Regie: Holk Freytag).
Danach wechselte sie ans Theater Augsburg. Dort spielte sie die „Eve“ in Kleists Der zerbrochne Krug (Regie: Markus Trabusch). Zudem war sie in Das kalte Herz, Die neuen Leiden des jungen W., Tschick, Operation Big Week und in Verrücktes Blut zu sehen.
2016 bis 2018 war Bonitz Ensemblemitglied des Theater Vorpommern. Seit 2019 ist sie freischaffend.
Bonitz lebt in Dresden.

## Theatrografie (Auswahl)
- 2014: Sindbad der Seefahrer (als Navid, verwaistes Erdmännchen)
- 2014: Tschick (als Isa)
- 2014: Verrücktes Blut (als Mariam)
- 2014: Die Banditen von Gerolstein (als Fiorella)
- 2015: Goldland; Theater Augsburg, Regie: Tobias Ginsburg
- 2017: Kruso; Theater Vorpommern, Regie: Hannes Hametner
- 2023: Oleanna - Ein Machtspiel; Theaterkahn Dresden, Regie: Holger Böhme
- 2023/24: Der Tatortreiniger I/II; Theaterkahn Dresden, Regie: Thomas Stecher